# Desta

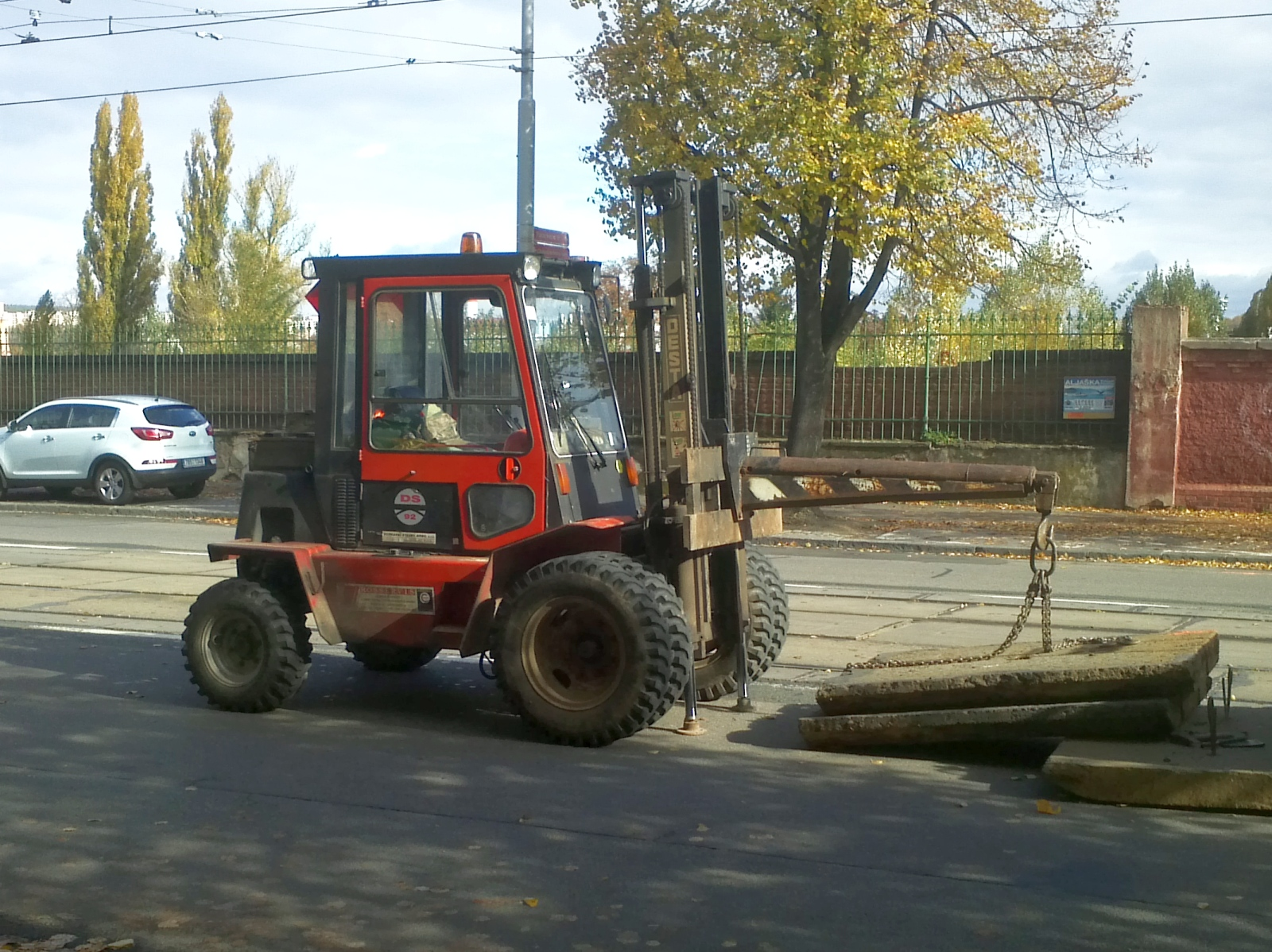
Vysokozdvižný vozík Desta

Desta je česká značka vysokozdvižných vozíků. Vozíky se pod touto značkou vyráběly bez přerušení výroby již od roku 1947, původně v Děčíně. Od roku 1999 patří značka pod firmu Česká zbrojovka Strakonice a vozíky se vyrábějí ve Strakonicích. Vyrábí jak elektrické, tak i dieslové vozíky, s nosností od 1 do 3,5 tuny. Vozíky využívají motory značky Zetor.